# Hollstein

Hollstein est une collection de catalogues de référence sur l'estampe, publiée au cours des XXe et XXIe siècles par divers éditeurs. Elle est actuellement publiée aux Pays-Bas par Sound & Vision Publishers.

## Histoire
Les Hollstein tirent leur nom du marchand de dessins et d'estampes berlinois Friedrich Wilhelm Hollstein (1888-1957), installé à Amsterdam à partir de 1937. Ce dernier documente les pièces qui passent sous ses yeux et possède donc une connaissance très fine de la gravure d'Europe du nord. 
Une série sur l'estampe néerlandaise et flamande des XVIe et XVIIe siècles (Hollstein Dutch and Flemish) est lancée en 1949 aux éditions Menno Hertzberger, suivie d'une seconde sur l'estampe allemande en 1954 (Hollstein German). Il s'agit à chaque fois d'établir le catalogue raisonné de chaque graveur, pris systématiquement dans l'ordre alphabétique.
La numérotation des estampes dans le catalogue de chaque artiste fait la plupart du temps référence et est adopté pour le classement des pièces dans les catalogues de vente ou l'organisation des collections dans les bibliothèques et les musées.
Des nouvelles séries sont lancées dans la décennie 1990 (*New Dutch and Flemish et New German) afin de réviser, préciser et augmenter les travaux anciens ; d'adjoindre systématiquement des reproductions des estampes ; de ne plus seulement centrer les travaux sur les graveurs mais de prendre en compte l'ensemble des intervenants, notamment l'inventeur et l'éditeur.
Les Hollstein auront successivement été publiés par Menno Hertzberger, A.L. van Gendt, Koninklijke Van Poll, et Sound & Vision Publishers. La série Dutch and Flemish reçoit le soutien du cabinet des estampes du Rijksmuseum d'Amsterdam (Rijksprentenkabinet).

## Collections
Hollstein comprend actuellement quatre sous-séries : deux originales par Friedrich Wilhelm Hollstein, puis deux qui sont des révisions enrichies après sa mort :
- Hollstein's Dutch and Flemish etchings, engravings and woodcuts ca. 1450-1700, 1949-
- Hollstein's German engravings, etchings and woodcuts 1400-1700, 1954-
- The new Hollstein. Dutch & Flemish etchings, engravings and woodcuts 1450-1700, 1993-
- The new Hollstein. German engravings, etchings and woodcuts 1400-1700, 1996-